# 松田商店
株式会社松田商店（まつだしょうてん）は、出光興産（旧昭和シェル石油）の特約店として潤滑油及び機械油を取り扱う企業。以前はガソリンスタンドの運営も行っていた。

## 沿革
- 1951年12月 - 東京都中央区築地三丁目にて創業。
- 1952年3月 - 昭和石油（のちの昭和シェル石油。現・出光興産）と特約店契約。
- 1967年10月 - 埼玉営業所を開設。
- 1968年
  - 6月 - 日本精蠟と特約店契約。
  - 8月 - 大東京火災海上保険（現・あいおいニッセイ同和損害保険）と代理店契約。
- 1971年6月 - 鹿沼台SS（神奈川県相模原市）開設。
- 1974年4月 - 山崎団地SS（東京都町田市）開設。
- 1974年12月 - 本社を築地より銀座に移転。
- 1985年4月 - アイエヌジー生命保険（現・エヌエヌ生命保険）と代理店契約。
- 1994年10月 - 本社を東京都中央区入船3-10-9に移転。
- 1995年6月 - 東林間SS（神奈川県相模原市）開設。
- 1996年
  - 5月 - 川崎営業所開設。
  - 6月 - 調布SS（東京都調布市）、佐倉SS（千葉県佐倉市）開設。同時にSS部門を分離し、株式会社ユークル松田を設立。
- 2000年10月 - 本社を中央区入船3-5-10に移転。
- 2004年
  - 6月 - 株式会社ユークル松田を吸収合併。
  - 8月 - 埼玉営業所、佐倉SS閉鎖。
- 2007年11月 - SS事業から撤退。同事業を関東礦油に譲渡。
- 2008年9月 - 川崎営業所閉鎖。
- 2009年1月 - 家事代行サービス業務開始。
- 2016年6月 - 本社を現在地に移転。
- 2017年11月 - シェルルブリカンツジャパンと特約店契約。